# 国泰河
国泰河，位于中国广东省清远市清城区及广州市花都区，是白坭河的支流。国泰河发源于清远市马头岭，流经国泰至白坭，汇入白坭河。国泰河主干长18.65公里，流域面积149.17平方公里，平均坡降0.3866%。